# راون گودوین
ریون شامیرا گودوین (انگلیسی: Raven Goodwin؛ زادهٔ ۲۴ ژوئن ۱۹۹۲) یک بازیگر سینما، و هنرپیشه اهل ایالات متحده آمریکا است.
او اولین کار خود را با فیلم کمدی Lovely & Amazing (2001) انجام داد، که نامزدی جایزه Independent Spirit را برای او به ارمغان آورد، و سپس برای بازی در فیلم درام The Station Agent نامزد دریافت جایزه Screen Actors Guild دریافت کرد.

در سال ۲۰۱۰، گودوین با سریال Huge (۲۰۱۰) به نقش‌های بالغ تبدیل شد و متعاقباً با یک نقش تکراری در سریال کمدی خوش شانس چارلی (۲۰۱۰–۲۰۱۴) به شهرت رسید. موفقیت گسترده او با ایفای نقش اصلی در سریال BET Being Mary Jane (۲۰۱۳–۲۰۱۹) به دست آمد که عملکرد او مورد تحسین قرار گرفت. او از آن زمان به عنوان الیزا در سریال کمدی SMILF (۲۰۱۷–۲۰۱۹) و در نقش دنیس کلارک-برادفورد در فیلم تلویزیونی خواهران کلارک: اولین بانوان انجیل (۲۰۲۰) ظاهر شد که مورد دوم نامزدی جایزه بلک ریل را برای او به ارمغان آورد. او با یک نقش کوتاه در فیلم اکشن Snatched (2017) به سینما بازگشت.